# Nazionale maschile under 16 di calcio dell'Italia
La Nazionale italiana Under-16 è, nella gerarchia delle Nazionali giovanili italiane, precedente alla Nazionale Under-17, e seguente la Nazionale Under-15.

## Storia
Questa selezione ha debuttato l'8 aprile 1981 vincendo per 5-0 contro i coetanei di Malta.
L'anno successivo ha partecipato ai primi campionati europei di categoria sconfiggendo in semifinale la Finlandia ai rigori ed in finale la Germania Ovest per 1-0 con un gol di Roberto Simonetta. Cinque anni dopo gli azzurri si sono aggiudicati di nuovo il torneo, ma il titolo fu poi ritirato dalla FIFA per  nella documentazione presentata per Riccardo Secci.
Il titolo del 1982 rimarrà quindi l'unico, seguiranno infatti, nelle successive 18 edizioni, solo tre secondi posti (1986, 1993 e 1998), un terzo posto (1992) e due eliminazioni ai quarti (1984 e 2001).
Dal 2001 il campionato europeo under-16 è stato sostituito dal Campionato europeo di calcio Under-17, e da allora la selezione ha disputato solo amichevoli e tornei minori, come il Torneo Internazionale Europa Unita, vinto nel 2004, nel 2005 e nel 2007, il Torneo internazionale di Montaigu, il Torneo Bannikov ed il Torneo Under 16 di Val De Marne.

## La squadra
L'attuale selezionatore della nazionale Under-16 è Manuel Pasqual

## Partecipazioni ai campionati internazionali under-16

### Europei Under-16
| Anno   | Piazzamento         | G               | V               | N               | P               | GF              | GS              |
| ------ | ------------------- | --------------- | --------------- | --------------- | --------------- | --------------- | --------------- |
| 1982   | Campione            | 2               | 1               | 1               | 0               | 2               | 1               |
| 1984   | Quarti di finale    | 4               | 2               | 1               | 1               | 4               | 2               |
| 1985   | Fase a gironi       | 3               | 0               | 1               | 2               | 2               | 6               |
| 1986   | Secondo posto       | 5               | 2               | 2               | 1               | 7               | 4               |
| 1987   | Campione (revocato) | 5               | 3               | 2               | 0               | 7               | 4               |
| 1988   | Non qualificata     | Non qualificata | Non qualificata | Non qualificata | Non qualificata | Non qualificata | Non qualificata |
| 1989   | Fase a gironi       | 3               | 0               | 2               | 1               | 2               | 3               |
| 1990   | Non qualificata     | Non qualificata | Non qualificata | Non qualificata | Non qualificata | Non qualificata | Non qualificata |
| 1991   | Non qualificata     | Non qualificata | Non qualificata | Non qualificata | Non qualificata | Non qualificata | Non qualificata |
| 1992   | Terzo posto         | 5               | 3               | 1               | 1               | 8               | 2               |
| 1993   | Secondo posto       | 6               | 2               | 3               | 1               | 5               | 4               |
| 1994   | Non qualificata     | Non qualificata | Non qualificata | Non qualificata | Non qualificata | Non qualificata | Non qualificata |
| 1995   | Fase a gironi       | 3               | 0               | 2               | 1               | 1               | 2               |
| 1996   | Non qualificata     | Non qualificata | Non qualificata | Non qualificata | Non qualificata | Non qualificata | Non qualificata |
| 1997   | Fase a gironi       | 3               | 1               | 0               | 2               | 6               | 6               |
| 1998   | Secondo posto       | 6               | 4               | 1               | 1               | 12              | 6               |
| 1999   | Non qualificata     | Non qualificata | Non qualificata | Non qualificata | Non qualificata | Non qualificata | Non qualificata |
| 2000   | Non qualificata     | Non qualificata | Non qualificata | Non qualificata | Non qualificata | Non qualificata | Non qualificata |
| 2001   | Quarti di finale    | 4               | 1               | 2               | 1               | 8               | 7               |
| Totale | 12/19               | 49              | 19              | 18              | 12              | 64              | 47              |

### Mondiali Under-16
| Anno | Piazzamento     | G               | V               | N               | P               | GF              | GS              |
| ---- | --------------- | --------------- | --------------- | --------------- | --------------- | --------------- | --------------- |
| 1985 | Primo turno     | 3               | 1               | 0               | 2               | 3               | 4               |
| 1987 | Quarto posto    | 6               | 3               | 1               | 2               | 8               | 4               |
| 1989 | Non qualificata | Non qualificata | Non qualificata | Non qualificata | Non qualificata | Non qualificata | Non qualificata |

## Palmarès
- Campionato europeo Under-16:

 1982
 1986, 1993, 1998
 1992

## Commissari tecnici
- Luciano Lupi (1981-1983)
- Luciano Lupi e Comunardo Niccolai (1983-1985)
- Comunardo Niccolai (1985-1988)
- Comunardo Niccolai e Marco Tardelli (1988-1989)
- Marco Tardelli (1989-1990)
- Sergio Vatta (1991-1997)
- Paolo Berrettini (1997-1999)
- Paolo Berrettini e Francesco Rocca (1999-2000)
- Paolo Berrettini (2000-2001)
- Massimo Piscedda (2001-2003)
- Francesco Rocca e Gianfranco Zola (2011)
- Francesco Rocca, Gianfranco Zola e Daniele Zoratto (2011-2012)
- Francesco Rocca e Daniele Zoratto (2012-2013)
- Francesco Rocca, Daniele Zoratto, Bruno Tedino e Paolo Vanoli (2013)
- Francesco Rocca, Daniele Zoratto e Bruno Tedino (2013-2014)
- Daniele Zoratto (2014-2018)
- Daniele Zoratto e Nicola Calvia (2018)
- Daniele Zoratto (2018-2019)
- Bernardo Corradi (2019)
- Bernardo Corradi e Daniele Zoratto (2019)
- Daniele Zoratto (2019-2024)
- Marco Scarpa (2024-2025)
- Manuel Pasqual (2025-in carica)

## Statistiche partite
Questa è la statistica di tutte le partite ufficiali giocate dalla nazionale di calcio dell'Italia fino al 21 giugno 2010.
| Competizione | Partite | Vittorie | Pareggi | Sconfitte | Gol fatti | Gol subiti | Dif. reti |
| ------------ | ------- | -------- | ------- | --------- | --------- | ---------- | --------- |
| In casa      | 172     | 105      | 41      | 25        | 333       | 155        | +178      |
| Fuori casa   | 100     | 33       | 20      | 47        | 135       | 129        | +6        |
| Totale       | 272     | 138      | 61      | 72        | 468       | 284        | +184      |

## Rosa attuale
Elenco dei 20 calciatori convocati per il torneo UEFA in Turchia dal 24 al 29 febbraio 2020.
|  | P | Bryan Bonucci      | 22 febbraio 2004 | 5 | -4 | Inter      |    |  |  |  |  |  |  |  |  |  |                      |
|  | P | Simone Scaglia     | 12 luglio 2004   | 2 | -3 | Juventus   | —— |  |  |  |  |  |  |  |  |  | —— bgcolor="#DFEDFD" |
|  | D | Christian Biagetti | 10 marzo 2004    | 1 | 0  | Fiorentina |    |  |  |  |  |  |  |  |  |  |                      |
|  | D | Gabriele Cagia     | 18 gennaio 2004  | 6 | 0  | Genoa      |    |  |  |  |  |  |  |  |  |  |                      |
|  | D | Matteo Falasca     | 27 aprile 2004   | 3 | 0  | Roma       |    |  |  |  |  |  |  |  |  |  |                      |
|  | D | Filippo Missori    | 24 marzo 2004    | 4 | 0  | Roma       |    |  |  |  |  |  |  |  |  |  |                      |
|  | D | Matteo Pellegrini  | 10 gennaio 2004  | 6 | 1  | Roma       |    |  |  |  |  |  |  |  |  |  |                      |
|  | D | Iacopo Regonesi    | 28 marzo 2004    | 9 | 0  | Atalanta   |    |  |  |  |  |  |  |  |  |  |                      |
|  | D | Francesco Zambelli | 1º gennaio 2004  | 1 | 0  | Inter      | —— |  |  |  |  |  |  |  |  |  | —— bgcolor="#DFEDFD" |
|  | C | Gabriele Alesi     | 28 gennaio 2004  | 5 | 0  | Milan      |    |  |  |  |  |  |  |  |  |  |                      |
|  | C | Giacomo Faticanti  | 31 luglio 2004   | 9 | 1  | Roma       |    |  |  |  |  |  |  |  |  |  |                      |
|  | C | Nicolò Ledonne     | 23 marzo 2004    | 1 | 0  | Juventus   |    |  |  |  |  |  |  |  |  |  |                      |
|  | C | Tommaso Maressa    | 29 febbraio 2004 | 9 | 0  | Juventus   |    |  |  |  |  |  |  |  |  |  |                      |
|  | C | Cher Ndour         | 27 luglio 2004   | 2 | 0  | Atalanta   |    |  |  |  |  |  |  |  |  |  |                      |
|  | C | Riccardo Pagano    | 28 novembre 2004 | 6 | 0  | Roma       |    |  |  |  |  |  |  |  |  |  |                      |
|  | C | Andrea Semenza     | 11 maggio 2004   | 2 | 0  | Inter      | —— |  |  |  |  |  |  |  |  |  | —— bgcolor="#DFEDFD" |
|  | A | Tommaso Mancini    | 23 luglio 2004   | 9 | 5  | Vicenza    |    |  |  |  |  |  |  |  |  |  |                      |
|  | A | Michele Masala     | 27 maggio 2004   | 2 | 3  | Cagliari   |    |  |  |  |  |  |  |  |  |  |                      |
|  | A | Nicolò Turco       | 15 gennaio 2004  | 8 | 5  | Juventus   |    |  |  |  |  |  |  |  |  |  |                      |
|  | A | Samuele Vignato    | 24 febbraio 2004 | 9 | 2  | Monza      |    |  |  |  |  |  |  |  |  |  |                      |

## Staff tecnico
- Commissario tecnico: Manuel Pasqual
- Assistente tecnico: Matteo Barella
- Tecnico federale: Davide Cei
- Preparatore dei portieri: Fabrizio Capodici
- Preparatore atletico: Luca Coppari
- Medico: Valerio Andreozzi
- Fisioterapista: Marco Di Salvo
- Segretario: Alessandro Lulli